# Grenache
Le grenache N (ou grenache noir) est un cépage noir de cuve originaire d’Aragon, en Espagne, où il s'appelle garnacha. Au XVe siècle, l'expansion du royaume aragonais vers la Sardaigne, la Corse, le Roussillon et le littoral provençal favorise son développement. Aujourd'hui, ce cépage est un des plus cultivés au monde.
Cépage de qualité, il peut donner des vins rouges puissants, colorés et généreux, des vins rosés aromatiques et soyeux ou des vins doux naturels très sucrés au potentiel de garde très important.

## Origine

### Historique

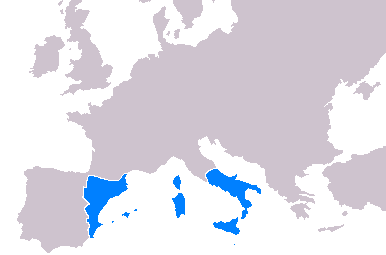
L'histoire du Grenache est étroitement associée aux territoires inféodés à la Couronne d'Aragon qui tirent leur origine soit de la métropole aragonaise, soit de la Sardaigne, partie intégrante du pays pendant près de 500 ans.

Ce cépage naît très probablement en Aragon. Dans la Rioja, il porte d'ailleurs le nom de tinta aragonesa. Cependant, en Sardaigne, on se demande s'il est introduit dans l'île par les Valenciens ou si ce sont les Sardes qui l'exportent à Valence. 
Quoi qu'il en soit, son origine est très ancienne; des mutations spontanées ont donné des variantes blanche, grise ou velue, signe selon P. Galet de son âge.
Il est introduit dans ce qui est aujourd'hui la France dès le Moyen Âge. D'après Guy Lavignac, il aurait été ramené par des pèlerins de retour de Saint-Jacques-de-Compostelle. D'autres sources font état d'un intérêt particulier porté par Arnau de Vilanova à ce cépage en raison de ses origines catalanes pour la confection de remèdes à base d'alcool de vin.

### Aire de répartition
À la fin du XXe siècle, le grenache est le deuxième cépage le plus cultivé au monde après l'airén. Il est depuis dépassé par le merlot N et le cabernet sauvignon N. Il n'a cependant pas beaucoup débordé des frontières des anciens pays producteurs de vin. 
En Espagne, il est cultivé dans presque tout le nord du pays, en Aragon (où il est présent dans tous les vins rosés), Castille, Pays basque, Catalogne, (où il est présent dans toutes les appellations) ou Extremadure. On le retrouve en assemblage avec le tempranillo dans la Rioja (en particulier dans la Rioja Baja). Il est en revanche majoritaire dans la région du Priorat. 
En France, c'est un des cépages les plus cultivés avec près de 100 000 ha. Il est passé de 24 800 ha en 1958 à 91 000 ha en 1994. Il est présent sur toute la façade méditerranéenne, dans le vignoble du Languedoc-Roussillon, celui des Côtes du Rhône, de Corse et de Provence. Il est présent (parfois obligatoire) dans presque toutes les AOC en rosé, rouge, ou vin doux naturel.
En Italie, il est cultivé sur 22 400 ha, en Sardaigne où il est le plus communément dénommé Cannonau ainsi qu'en Sicile et Calabre. Il s'agit du cépage principal de la Sardaigne où il fournit des vins charpentés. On le trouve aussi en Ombrie dans la région du Lac Trasimène et en Colli Berici (Veneto), sous le nom de Tai. Il est cité dans la littérature viticole en Grèce, en Israël, en Algérie ou au Maroc (Grenaches rosés) (1400 ha en 1990). On le retrouve aussi en Israël, ainsi que dans les îles grecques et à Chypre.
Il est également présent en Amérique (États-Unis (Californie: 5 225 ha en 1991), Argentine, Chili, Uruguay) en Afrique du Sud ou en Australie (2 070 ha en 1991).

### Variabilité génétique

#### Clones

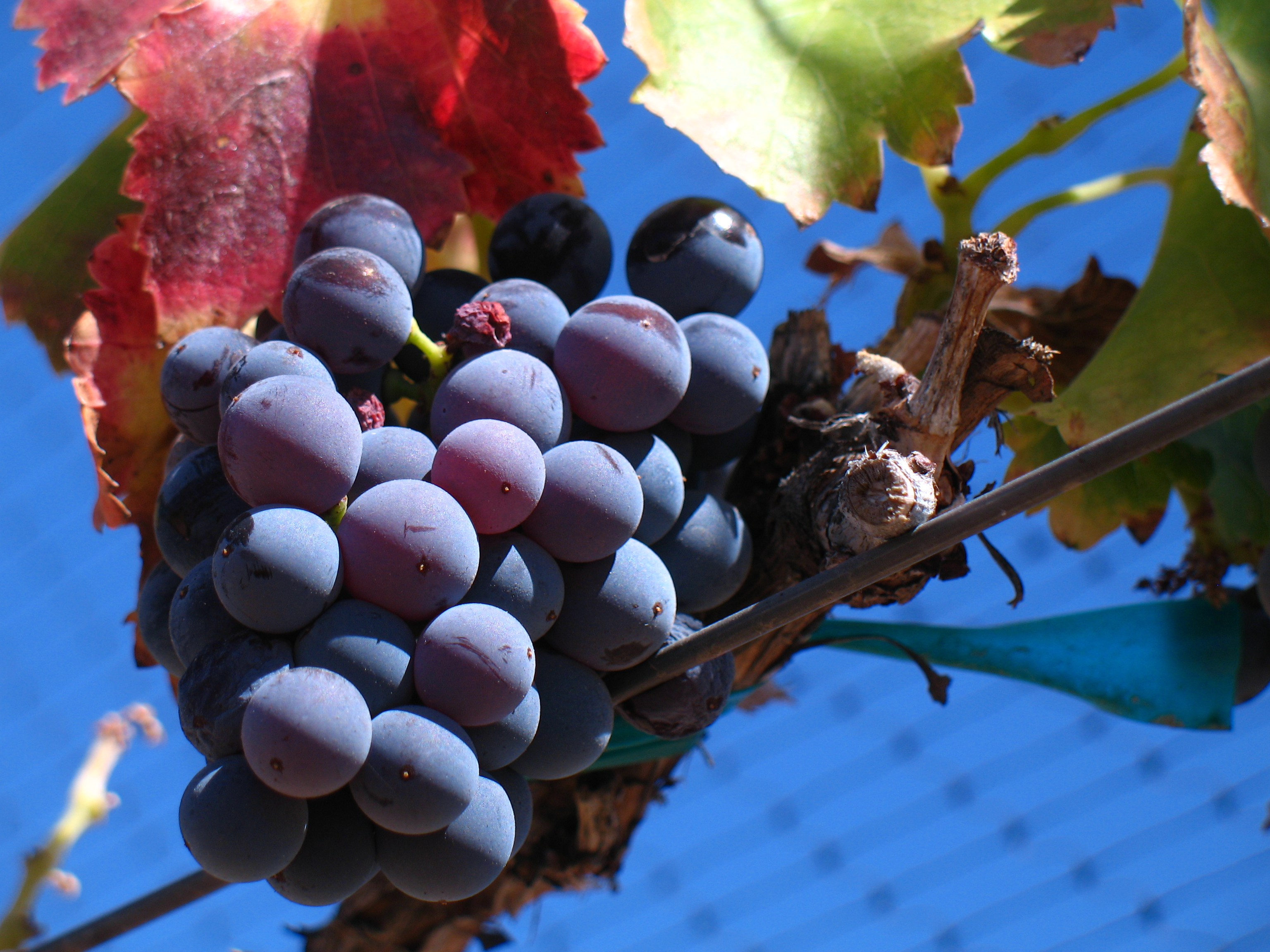
Variété de grenache N

En France, une prospection menée en 1994-1995 dans le vignoble des côtes-du-rhône méridionales a permis de créer un conservatoire du grenache. Planté en 1997, 1998 et 1999, il couvre 1,02 ha, permettant la culture de 341 clones.
Les anciennes prospections ont permis l'homologation de 20 clones. Sept d'entre eux sont réellement multipliés, venant de la vallée du Rhône et de l'Aude. D'autres clones issus du vignoble espagnol doivent être évalués pour envisager de nouvelles homologations.

#### Métis
En France, l'alicante Bouschet est un métis ancien (XIXe siècle) de grenache noir N x petit Bouschet N. Dans les années 60, les qualités intrinsèques du grenache ont été utilisées pour créer des métis destinés à améliorer le niveau des vins de pays. Ainsi le caladoc N, (grenache N x côt N) le chenanson N et le ganson, (grenache N x jurançon N), le gramon N et le monerac N , (grenache N x aramon N), le marselan N, (cabernet sauvignon N x grenache N) et le portan N (grenache N x portugais bleu N) ont été conçus.
En Catalogne espagnole et dans le Roussillon, le Lledoner pelut N est une mutation velue du grenache (en catalan, lladoner est le nom du grenache et pelut signifie poilu).

### Synonymies
Le grenache est connu aussi sous les noms suivants:
- alicante
- alicante de pays
- alicante grenache
- alicantina
- aragonais
- aragonés
- bois jaune
- cannonaddu
- cannonau
- cannonao
- cannono
- carignane rousse
- gironet
- garnacha
- garnacha del país
- garnacha negra
- garnacha tinta
- garnacho
- granaxa
- granaxo
- grenache rouge
- guarnaccia (en Italie)
- lladoner
- mencida
- navarra
- navarre de la Dordogne
- ranconnat
- redondal
- retagliadu nieddu
- rivesaltes
- rivos-altos
- roussillon
- roussillon tinto
- rouvaillard
- sans pareil
- santa Maria de Alcantara
- tinta
- tinta menuda
- tinto
- tinto de Navalcarnero
- tintore di Spagna
- tocai rosso

En Italie, les synonymes officiels sont cannonau, cannonao, alicante N., tocai rosso N., garnacha tinta, granaccia, grenache, gamay del Trasimeno ou gamay perugino.
Il ne doit pas être confondu avec l'aragonez portugais, alias tinta roriz, qui est une variante du tempranillo.

## Caractères ampélographiques

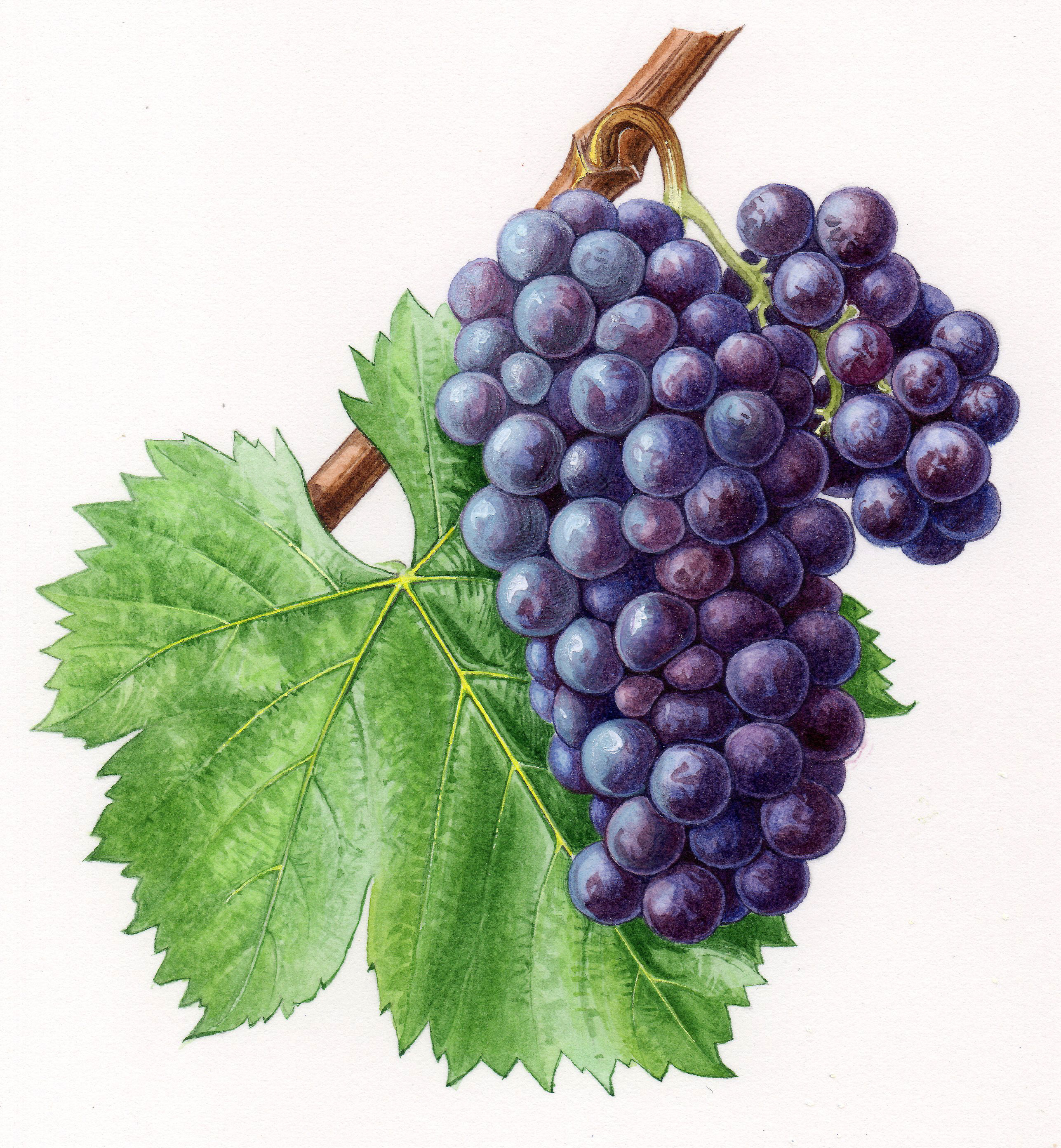
Grappe et feuille de grenache.

- Bourgeonnement légèrement cotonneux.
- Jeunes feuilles vertes brillantes.
- Rameaux herbacés verts et sarments aoûtés jaunes.
- Feuilles adultes avec des dents rectilignes, des nervures et le pétiole rouges, un limbe tourmenté lisse et face inférieure une villosité faible.
- Grappes moyennes à grosses et baies de taille moyenne et arrondies.

## Aptitudes

### Culturales
C'est un cépage très vigoureux et productif qui doit être conduit en taille courte (gobelet ou cordon). Il est adapté aux sols graveleux ou caillouteux (galets) peu acides. Il donne selon les sols et type de vins de 20 hl/ha en Vin doux naturel, à près de 100 hl/ha en zone de plaine. 

### Sensibilité aux maladies
Il se révèle très sensible à l'excoriose, un peu moins à la nécrose bactérienne, à la pourriture grise et aux vers de la grappe. 
C'est un cépage sensible au mildiou.
En revanche, il résiste bien aux nématodes meloidogyne franc de pied dans les sables littoraux.

### Sensibilité climatique
Très vigoureux, il craint parfois la coulure en années défavorables au moment de la floraison. En revanche, il est résistant à la sécheresse.

### Potentiel œnologique
Il accumule bien le sucre, donnant des vins très riches en alcool, mais faibles en acidité et à la couleur très tributaire du rendement. Il est à la base de grands vins de garde, structurés et aromatiques comme à Châteauneuf-du-Pape où il est majoritaire ou de rosés, dont il constitue la base de l'encépagement en vignoble de Provence. 
Ce cépage est sensible à l'oxydation. En vinification en rosé, il demande un soin particulier pour éviter le contact avec l'oxygène. En vinification en rouge, le risque est moindre et l'assemblage avec des cépages plus tanniques, syrah N, mourvèdre N ou carignan N, permet une bonne stabilité. En revanche, ce défaut se transforme en qualité pour les vins doux naturels. L'oxydation ménagée de ces vins entraîne une madérisation, responsable d'arômes intenses très qualitatifs : épices, (cacao, café, tabac, caramel) fruits secs (noix fraîche, figue, raisins secs).